# Avengers Disassembled
«Avengers Disassembled» (en español: Vengadores Desunidos) es un arco argumental crossover de 2004, publicado por Marvel Comics y que involucra a los Vengadores, los 4 Fantásticos, el Capitán América, Spider-Man y Thor. Constituyendo el inicio del periodo de Brian Michael Bendis en Los Vengadores, muestra la destrucción de la lista de miembros tradicional existente del equipo y el exilio de varios miembros clave.
El arco argumental incluye una serie de tramas secundarias, algunas de las cuales tienen lugar antes y/o después de los eventos principales, y que incluyen otros cambios en el statu quo: Iron Man una vez más ocultando su identidad, Spider-Man desarrollando lanzadores de telaraña orgánicos (como ocurre en la trilogía cinematográfica de Sam Raimi, contemporánea al arco argumental), la muerte de Thor y de Asgard en un Ragnarok final.
La historia principal, Chaos, apareció en Avengers #500 y #503, además de un epílogo especial, Avengers Finale. La serie conduciría a un relanzamiento masivo de la familia de títulos de los Vengadores: Nuevos Vengadores, Nuevos Thuderbolts, Capitán América y Iron Man, así como al lanzamiento de los Jóvenes Vengadores.

## Resumen de la trama

### EnAvengers
Jack of Hearts, que había estado muerto antes del arco argumental, aparece en la Mansión de los Vengadores. El héroe zombificado explota, dañando la mansión y matando a Scott Lang en la explosión. La Visión estrella  accidentalmente un Quinjet de los Vengadores contra la Mansión parcialmente dañada, causando más daño.
A la vez, Wanda Maximoff llega a las Naciones Unidas, donde discute con el Capitán América, quien anuncia que pondrá fin a su incipiente relación romántica. Tony Stark repentinamente se emborracha y se pone agresivo a pesar de no haber tomado ni una gota de alcohol en medio de una importante reunión de la ONU en la que se decide si se debe revocar el permiso de seguridad de los Vengadores tras los eventos del argo argumental Secret War. Cuando Tony, borracho, busca pelea al embajador de Latveria, se revoca el estatuo de la ONU de los Vengadores; Iron Man deja a Hank Pym en la estacada para ir a responder a un «Código Blanco» en la Mansión de los Vengadores.
Dejando el Quinjet estrellado, la Visión advierte a los Vengadores sobre un misterioso plan para destruir al equipo y luego vomita huevos de los que brotan drones de Ultron, que atacan a los Vengadores. She-Hulk se ve consumida en una sed de sangre, partiendo a la Visión por la mitad, matándolo y atacando brutalmente a Avispa y al Capitán América.
She-Hulk es controlada por Iron Man y el Capitán América y Hank Pym se les une y lleva a Avispa al hospital. A su regreso, Hank le revela al Capitán y al equipo los problemas acaecidos por la borrachera de Iron Man en la ONU y la decisión de la ONU de revocar su estatuto. Todos los miembros anteriores de los Vengadores se reúnen en la mansión, temiendo que Ultrón pueda estar detrás del ataque. Repentinamente, una armada de soldados kree aparece en el cielo y ataca Manhattan. En la batalla contra ellos, las flechas de Ojo de Halcón reciben un impacto, lo que hace que sus explosivos estallen. En sus últimos momentos, Ojo de Halcón logra derribar un acorazado kree en la explosión tras tomar vuelo con un jet pack kree con el que se había hecho.
Tras la muerte de Ojo de Halcón, el Doctor Strange aparece por primera vez desde la invasión occurida en Dimensión Oscura varios meses atrás. Les explica a los Vengadores que todos los eventos inexplicables (la repentina embriaguez de Tony, la pérdida de control de She-Hulk y la Visión, la resurrección de Jack of Hearts y los enemigos que han encontrado) son de origen mágico y que su rastro conduce a Wanda. En un flashback se revela que Wanda ha perdido la cordura al escuchar de Avispa un comentario suelto sobre la maternidad, lo que desencadenó un recuerdo reprimido de los hijos gemelos perdidos de Wanda, William y Thomas. Los niños eran constructos mágicos que Wanda había creado como hijos ella y la Visión (concepción que es físicamente imposible, siendo este un robot). Los niños desaparecieron cuando ambos fueron mágicamente absorbidos por el villano Master Pandemonium, y la mentora de Wanda, Agatha Harkness, reprimió su recuerdo, razonando que en tanto los niños eran constructos antinaturales era mejor que Wanda los olvidara. El recuerdo despertado ha hecho a Wanda perder la cordura y culpa a los Vengadores por la pérdida de sus hijos. Strange revela que las habilidades previamente atribuidas a la «magia del caos» de Wanda son en realidad manifestaciones incontroladas de su poder de deformar la realidad, y que debe ser derrotada inmediatamente antes de que amenace al mundo en medio de su actual estado mental .
Los Vengadores visitan la casa de Agatha Harkness y encuentran que lleva muerta mucho tiempo, asesinada a manos de Wanda. Los Vengadores encuentran a Wanda, quien ha invocado a un ejército de antiguos enemigos de los Vengadores para destruirlos, entre ellos una versión de Rogue, Cráneo Rojo y un grupo de tropas de las SS. El Doctor Strange usa el Ojo de Agamotto para poner a Wanda en coma. Antes de que los Vengadores puedan decidir qué harán o cómo lidiarán con sus pérdidas, Magneto aparece para llevarse a Wanda de manos de los Vengadores, para consternación y horror del Capitán América. A regañadientes, permite que Magneto se lleve a su hija consigo cuando Magneto promete ayudarla con la ayuda de Charles Xavier.
Tras estos eventos, los Vengadores deciden separarse, pero recuerdan sus numerosos triunfos y recuerdos compartidos. Pietro Maximoff aparece y se disculpa por Wanda, haciéndoles saber que Xavier está tratando de reparar la mente de su hermana, antes de marcharse a toda velocidad. Los miembros restantes aceptan sus pérdidas, discuten la historia de Wanda y luchan por perdonarla. En últimas, brindan por sus camaradas caídos, incluyendo a Wanda. Cuando djean su cuartel general destruido, son recibidos por una vigilia de civiles, con velas y carteles que expresan su gratitud hacia los héroes.

### EnIron Man
Tras rescatar a Fuerza de los senadores corruptos que han estado intentando matar a Tony Stark desde que se convirtió en Secretario de Defensa de los EE. UU., Iron Man se encuentra como el blanco de un impostor que asesina a Rumiko Fujikawa, con quien Tony ha estado vinculado románticamente desde mucho tiempo atrás. Iron Man eventualmente derrota a su imitador y destruye el círculo de senadores corruptos que organizaron el asesinato y chantajearon a Fuerza. Al darse cuenta de que sus seres queridos están siendo blanco de sus enemigos, Stark da una conferencia de prensa en la que anuncia su renuncia como Secretario de Defensa y que ya no será Iron Man activamente, pidiendo que sus «subordinados» asuman sus roles.

### EnThor
Una fuerza mística que es la encarnación viviente de Ragnarok ha comenzado a matar a los dioses asgardianos rápidamente uno tras otro. Al investigar el genocidio de su pueblo, Thor descubre que el universo mismo intenta eliminar a los asgardianos como consecuencia de haber engañado a la muerte al sobrevivir a innumerables intentos previos del universo para cumplir con el Ragnarok y acabar con los asgardianos. Finalmente, Thor permite ser destruido en tanto todos los asgardianos conocidos han sido destruidos.

### EnCaptain America and Falcon
El Capitán América y Falcon están en medio de un escándalo internacional que involucra una operación de inteligencia naval (ONI) y un Cartel de drogas con vínculos con A.I.M. cuando el Capitán comienza a tener alucinaciones, algunas de las cuales incluyen encuentros con su compañera Vengadora Wanda Maximoff, la Bruja Escarlata. Mientras tanto, Falcon recibe de Wakanda un nuevo traje mejorado, que usa para escapar de los federales. El Capitán América discute su pasado con la Bruja Escarlata, particularmente su sentimiento de culpa por la muerte de Bucky, y ella alivia sus problemas. Mientras inician un romance, el Capitán le dice que no puede darle la vida normal que ella desea debido a sus propios problemas emocionales. El aparente romance con Wanda termina justo antes de la reunión de la ONU para retener el Estatudo de la ONU de los Vengadores. Wanda le dice, curiosamente, que no recuerda que hayan tenido romance, lo que indica que el Capitán alucinó todo. El Capitán cree posteriormente que debido a los eventos de «Avengers Disassembled», Wanda fue responsable de las visiones que tuvo, así como del comportamiento agresivo de Falcon.

### EnSpectacular Spider-Man
Peter Parker se encuentra enfrascado en una desesperada batalla contra Adrianna «Ana» Soria (alias «La Reina»), una misteriosa villana que tiene el poder de controlar a sus secuaces con poderosas feromonas. Durante su primer confrontación, la Reina le da un beso a la fuerza a un cautivo Peter, lo que causa que este mute en un grotesco híbrido humano-araña durante muchos días. Mientras intenta volver a la normalidad, se revela finalmente que los poderes de la Reina fueron resultado de un experimento militar estadounidense de la Segunda Guerra Mundial, y que ha regresado para vengarse del gobierno estadounidense por abandonarla tras la guerra.
En su confrontación final con la Reina, Peter evita que ella destruya con una bomba biológica toda la vida humana en la ciudad de Nueva York. En medio de la batalla, Peter se transforma por completo en una monstruosa araña, pero la transformación tiene el efecto secundario involuntario de dejarlo embarazado, lo que le permite dar a luz a una réplica perfecta de su antiguo yo humano, con todos sus recuerdos compeltamente intactos. En esta nueva forma, Peter gana la habilidad de disparar telarañas orgánicas desde sus muñecas, eliminando la necesidad de usar sus «lanzadores de telarañas» caseros.

### EnFantastic Four
Mientras los Vengadores afrontan la destrucción de su cuartel general y se enfrentan a la armada invasora kree, el Mago y los 4 Terribles lanzan un ataque sorpresa contra los 4 Fantásticos, derrotando a los héroes y tomando el control del Edificio Baxter. Los 4 Fantásticos se reagrupan.

### EnCaptain America
Tras los eventos de «Disassembled», el Capitán América sufre una depresión y reaviva una relación con Diamondback (Rachel Leighton). Entretanto, Cráneo Rojo conspira con un agente corrupto de S.H.I.E.L.D. para matar al Capitán América usando a Diamondback, pero su plan se le devuelve. Durante estos eventos, Steve se da cuenta de su amor por Rachel.

## Consecuencias
Tras «Avengers Disassembled», se crearon dos nuevas series de los Vengadores. El título Los Nuevos Vengadores reemplazó al título de Avengers (con un nuevo # 1 en diciembre de 2004) que terminó con el # 503, y Avengers Finale (noviembre de 2004). Este nuevo título continuó con el equipo creativo del guionista Brian Michael Bendis y el dibujante David Finch. El otro título, que debutó en febrero de 2005, fue Jóvenes Vengadores, que se centraba en superhéroes adolescentes, cada uno de los cuales (excepto Ojo de Halcón) estaba relacionado de alguna manera con el legado de los Vengadores. Esta serie fue escrita por Allan Heinberg, libretista de The O. C., con ilustraciones de Jim Cheung. El equipo fue revivido por sus creadores en julio de 2010 con la serie bimensual Avengers: The Children's Crusade, que es una continuación de Disassembled y de House of M.
El arco argumental de la Bruja Escarlata continuó en las páginas de Excalibur, en donde Magneto y el Profesor X intentaron infructuosamente ayudarla. Esto a su vez llevó a la miniserie y crossover House of M, escritos también por Bendis.
Actualmente, los editores de Marvel consideran a Disassembled como la primera parte de una larga serie de eventos, que incluye House of M, Decimation, Planeta Hulk, Civil War, The Initiative, Endangered Species, World War Hulk, Messiah Complex, Divided We Stand, Invasión Secreta, Destino manifiesto, Reino Oscuro, Guerra del Mesías, Utopía, Nación X y Necrosha. Todos estos sombríos eventos conducen a Siege escrito por Bendis en 2010, el cual marca el comienzo de una nueva Era heroica para Marvel, así como a X-Men: Second Coming de Christopher Yost y Craig Kyle, que describe el lento renacimiento de la población mutante de la Tierra.
En cuanto a los Vengadores que murieron durante el arco argumental de Disassembled, todos han vuelto a la vida en eventos aislados. Ojo de Halcón fue rematerializado por Wanda durante la trama de House of M. Ant-Man fue rescatado por los Jóvenes Vengadores que viajaron en el tiempo durante The Children's Crusade, cuando Estatura lo aleja del rango de la explosión de Jack of Hearts, y es llevado al presente junto con los Jóvenes Vengadores. La Visión es reconstruida exitosamente por Tony Stark tras la trama de Fear Itself, mientras que Jack of Hearts es restaurado por un equipo de científicos del Proyecto Pegasus: en medio de un asalto por parte de un grupo de clones del Escuadrón Supremo zombificados, una fuente de agregados de energía del punto cero toma la forma corpórea de Jack Hart.

## Lista de números del crossover
- Avengers # 500–503 (historia principal)
- Avengers Finale (epílogo)
- Captain America # 29–32 (secuelas)
- Captain America and the Falcon # 5–7 (prólogo)
- Fantastic Four # 517–519 (secuelas)
- Iron Man # 84–85 (prólogo) y # 86–89 (secuelas)
- Spectacular Spider-Man # 15-20 (prólogo)
- Excalibur #8 (historia paralela)
- Thor #80–81 (prólogo) y #82–85 (historia paralela)

Aunque no se le incluye como parte del crossover, los eventos de Stormbreaker: The Saga of Beta Ray Bill son una secuela directa de la historia, presentada en Thor.